# Mission (album de IV My People)
Pour les articles homonymes, voir Mission.
Albums de IV My People
Zone
(2002)
Mission est le troisième album studio du collectif IV My People, sorti en 2005. C'est le premier opus depuis la mise en retrait de Kool Shen en tant qu'artiste. Cet album, totalement réalisé par ce dernier, présente l'ensemble des artistes du label à l'exception de la chanteuse américaine Toy, qui préparait son album solo.

## Contenu
Kool Shen a dû effectuer une sélection rigoureuse pour ce nouvel album collectif, le choix des morceaux se faisant sur leur qualité artistique. Parmi les critères évalués :  l'écriture et les rimes ; les « prods » et les « flows » ; la qualité du texte et de la technique. Salif, Jeff Le Nerf, Serum (Alcid H & Dany Boss), Les Spécialistes (Princess Aniès & Tepa), ont relevé le défi, Lord Kossity, Sinik, Oxmo Puccino, Lino (Ärsenik), Dadoo (KDD) et Roldán (Orishas) venant leur prêter main-forte.
Le label a fait appel à 8 concepteurs musicaux différents pour soutenir les rappeurs : Madizm & Sec.Undo, Dr Swing, F.Ko, Démo, Skread, Tahar, Salif, Four Track.
À noter enfin un inédit de Kool Shen, Enfant du 9.3.

## Liste des titres
| No  | Titre                                    | Musique                | Interprètes                                               | Durée |
| --- | ---------------------------------------- | ---------------------- | --------------------------------------------------------- | ----- |
| 1.  | Introduction                             | Madizm & Sec.Undo      |                                                           | 0:54  |
| 2.  | Come Back                                | Salif                  | Serum, Nysay, Jeff Le Nerf et Kool Shen                   | 3:59  |
| 3.  | A la muerte                              | DJ Demo                | Salif                                                     | 3:34  |
| 4.  | Urgence                                  | DJ Demo                | Jeff Le Nerf feat. Sinik                                  | 4:06  |
| 5.  | J'aime                                   | DJ Demo                | Serum, Nysay, Jeff Le Nerf & Kool Shen feat. Lord Kossity | 3:50  |
| 6.  | Fugazi 2005                              | Salif                  | Salif                                                     | 4:32  |
| 7.  | Le train de ma peine                     | Four Track             | Dany Boss feat. Lino                                      | 3:32  |
| 8.  | Le préau te parle                        | F.Ko                   | Jeff Le Nerf                                              | 4:18  |
| 9.  | Enfant du 9.3                            | Dr Swing et Luke Lemen | Kool Shen                                                 | 3:18  |
| 10. | Paris-Cuba                               | DJ Demo                | Kool Shen & Salif feat. Roldán                            | 3:59  |
| 11. | Mon style                                | Tahar                  | Salif feat. Supa Lexx                                     | 3:40  |
| 12. | On vit nos rimes                         | F.Ko                   | Salif, Jeff Le Nerf et Kool Shen                          | 3:21  |
| 13. | Ma jeunesse                              | Skread                 | Nysay                                                     | 4:04  |
| 14. | Mélodie des sous-sol                     | Dr Swing et Luke Lemen | Les Spécialistes                                          | 4:51  |
| 15. | IV My People Music (Allroadz Music)      | F. Ko                  | Jeff Le Nerf feat. Dadoo                                  | 4:06  |
| 16. | Un flingue et des roses (707 Team Remix) | Madizm, Sec.Undo       | Kool Shen feat. Oxmo Puccino                              | 5:05  |

## Classements
| Pays   | Meilleure position | Semaines classées |
| ------ | ------------------ | ----------------- |
| France | 25                 | 14                |